# Canton Charge 2020-2021
La stagione 2020-21 dei Canton Charge fu la 20ª nella NBA D-League per la franchigia.
I Canton Charge arrivarono quattordicesimi nella regular season con un record di 5-10, non qualificandosi per i play-off.

## Roster
| N° | Naz.                   | Ruolo | Sportivo            | Anno | Alt. | Peso |
| -- | ---------------------- | ----- | ------------------- | ---- | ---- | ---- |
| 0  | Stati Uniti (bandiera) | G     | Brodric Thomas      | 1997 | 196  | 84   |
| 1  | Stati Uniti (bandiera) | GA    | Charles Matthews    | 1996 | 198  | 93   |
| 3  | Stati Uniti (bandiera) | A     | Anthony Lamb        | 1998 | 198  | 103  |
| 4  | Stati Uniti (bandiera) | G     | Antonio Blakeney    | 1996 | 193  | 89   |
| 5  | Stati Uniti (bandiera) | C     | Marques Bolden      | 1998 | 211  | 113  |
| 6  | Stati Uniti (bandiera) | G     | Levi Randolph       | 1992 | 196  | 94   |
| 10 | Stati Uniti (bandiera) | G     | Sheldon Mac         | 1992 | 198  | 91   |
| 11 | Stati Uniti (bandiera) | G     | Devon Dotson        | 1999 | 188  | 84   |
| 13 | Stati Uniti (bandiera) | A     | Kristian Doolittle  | 1997 | 201  | 104  |
| 14 | Stati Uniti (bandiera) | G     | Ty-Shon Alexander   | 1998 | 191  | 88   |
| 15 | Stati Uniti (bandiera) | A     | Sir'Dominic Pointer | 1992 | 198  | 87   |
| 20 | Stati Uniti (bandiera) | G     | Matt McQuaid        | 1996 | 196  | 91   |
| 21 | Stati Uniti (bandiera) | A     | Aaron Epps          | 1996 | 208  | 102  |
| 23 | Stati Uniti (bandiera) | GA    | Malachi Richardson  | 1996 | 193  | 91   |
|    | Libano (bandiera)      | C     | Norvel Pelle        | 1993 | 211  | 98   |

## Staff tecnico
- Allenatore: Nate Reinking
- Vice-allenatori: Kendall Chones, Tyler Neal, Austin Peterson, Bryan Tibaldi
- Preparatore atletico: Josh Wiemels
- Preparatore fisico: Brandon Joyner